# Vollrad von Mansfeld
Vollrad V. von Mansfeld (també: Volrath, Volradt, Volrad) (nascut l'11 de març, 1520 - Peterstal, prop d'Estrasburg, 30 de desembre, 1578), a  va ser un líder mercenari de la casa dels comtes de Mansfeld.

## Origen protestant
Els seus pares eren Albrecht VII de Mansfeldt (cap 1485 - 5 de març, 1560) i la comtessa Anna d'Honstein-Klettenberg. El seu pare ja era un amic íntim del reformador Martí Luter, que venia del comtat de Mansfeld, i un fervent partidari del moviment de la Reforma, i Vollrad no era inferior a ell. Va estudiar a Wittenberg, on va escoltar el mateix Martin Luter, i més tard va donar suport al predicador Cyriacus Spangenberg, que havia rebut l'encàrrec de compilar la Crònica de Mansfeld.

## Biografia militar
Després d'acabar els seus estudis, Vollrad va estar a França el 1544/45. El novembre de 1551 acampà a Hamburg i equipà dos vaixells de guerra. El maig de 1552 va rebre l'encàrrec del duc Franz I de Sajonia-Lauenburg per pressionar el capítol de la catedral de Ratzeburg. Mansfeld va fer saquejar la catedral de Ratzeburg i es va quedar durant dos mesos; A canvi d'un pagament de 4.000 tàlers, no va cremar la catedral.
El mateix any que va esclatar un feu entre el protestant margrave Albrecht II. Alcibiades i el duc catòlic Heinrich II el Jove de Braunschweig, Vollrad va destruir el castell de Lichtenberg d'Heinrich prop de Salzgitter amb els seus mercenaris i morters.
Va conquerir i ocupar el castell de Liebenburg i va destruir el castell i els edificis de la granja de la mansió de Kirchberg (districte de Seesen). El 1553 va cremar el veí Wildemann i va destruir el pou del "Wildemanns Fundgrube".
A la batalla de Moncontour l'any 1569, com a líder mercenari de l'exèrcit hugonot, es va enfrontar al seu homònim Peter Ernst I. von Mansfeld, que comandava un contingent de socors espanyol per als catòlics. Vollrad va tornar al comtat de Mansfeld el 1570, on va donar suport al predicador d'Eisleben Cyriacus Spangenberg en la disputa teològica sobre el pecat original.
El 1578 va viatjar a Estrasburg, on va ser atacat per una hidropesia a quatre milles de la ciutat, prop de Peterstal, i va morir poc després.

## Matrimoni i descendència
El 22 de novembre de 1556 al castell de Mansfeld es va casar amb Barbara Reuß zu Plauen (* 1528; † 1580), filla d'Enric XIII. Reuß zu Greiz (últim Vogt de Plauen, Senyor de Greiz (1502–35), Senyor d'Ober-Kranichfeld (1529–35), Senyor de Schauforst (1529–35), * 1464; † 8 de juny de 1535)
- Johann Caspar (cap al 1560; † 1586) ⚭ Sophie Schenk von Tautenburg
- Hans Ernst (al voltant de 1561; † 5 de setembre de 1572)
- Sara (cap 1563; † 18 de desembre de 1591) ⚭ aprox. 1589 Ludwig Georg Graf zu Stolberg-Ortenberg (al 8 d'octubre de 1562; † 7 de novembre de 1618 a Ortenberg)
- Friedrich (al voltant de 1565; † 7 de desembre de 1592)
- Gottfried (nascut el 16 d'octubre de 1565 a Mansfeld; † el 6 d'octubre de 1568 a Mansfeld)
- David von Mansfeld zu Schraplau, (al 12 de juliol de 1573; † 16/26 de març de 1628) ⚭ 1.) Comtessa Agnes Sibille von Mansfeld-Mittelort (al 20 de novembre de 1567; † 24 d'agost de 1613); ⚭ 2.) 1614 Comtessa Juliane Marie Reuß zu Gera (l'1 de febrer de 1598; † 4 de gener de 1650)
  - Barbara Magdalena (al 12 de gener de 1618; † 25 de desembre de 1696) ⚭ 1.) Comte Joan Georg II de Mansfeld-Eisleben (al 15 de maig de 1593; † 10 de febrer de 1647); ⚭ 2.) Anton von Werthern; ⚭ 3.) Georg Andreas Schwab de Lichtenberg; ⚭ 4.) Comte Georg Albert von Mansfeld-Vorderort (al 4 de maig de 1642; † 1696/97)
  - Volrad Heinrich, (al 1621; † 1622)